# 朱曙蓀
朱曙蓀，字景先，四川省嘉定直隸州（今四川省樂山市）人，清朝政治人物、同進士出身。
康熙五十二年，登進士，改庶吉士。康熙五十四年，授翰林院檢討。康熙五十六年，任順天鄉試同考官。次年改會試同考官。雍正元年，任廣西鄉試正考官、日講起居注官、陝西榆林道。雍正六年，任陝西學政。雍正七年，任山西學政。后改太常寺少卿、右通政。